# Señor de Huanca

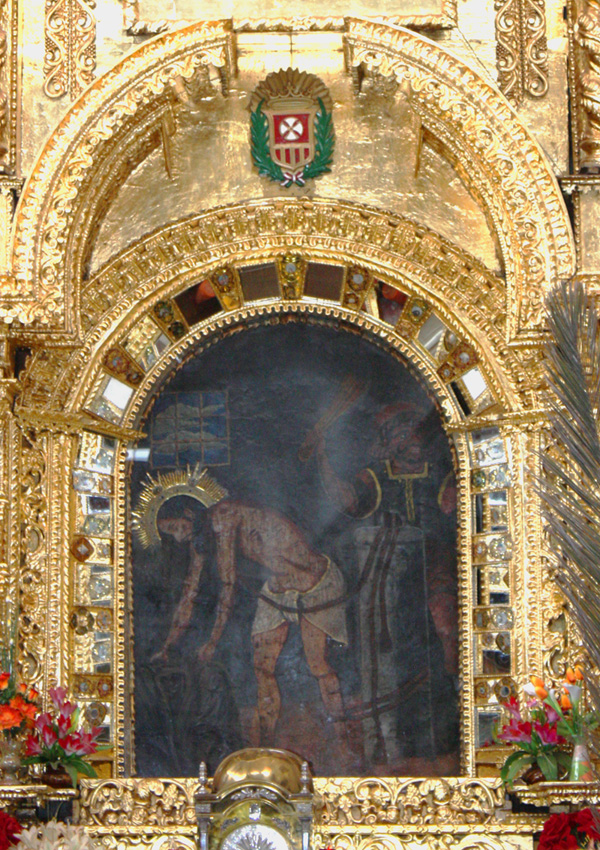
Bild des "Señor de Huanca" in der gleichnamigen Pilgerstätte, Calca (Peru)

Señor de Huanca ist eine als wundertätig geltende Christus-Erscheinung in Calca, Peru. Die Pilgerstätte mit einem Bildnis der Erscheinung befindet sich auf 3300 m Höhe am Hang des Berges Pachatusán (ca. 50 km von Cusco). Tag des jährlichen Pilgerfestes ist der 14. September.

## Legende der Erscheinung

### Erste und zweite Erscheinung
Der Legende nach erschien der „Señor de Huanca“ zum ersten Mal im Mai des Jahres 1675. Der Indigene Diego Quispe floh vor einer drohenden harten Bestrafung aus dem Bergwerk von Yanatín entlang des Flusses Vilcanota in Richtung seines Heimatortes Chinchero. Er versteckte sich vor seinen Verfolgern in einer als „Huanca Rumi“ bezeichneten Höhle, wo er in Todesangst betete. Als die Nacht hereinbrach, sah er ein helles Licht in der Höhle und darin die Gestalt eines nur mit einem Lendentuch bekleideten, aus vielen durch Peitschenhiebe verursachten Wunden blutenden Mannes, den er als Jesus erkannte und anbetete. Die Erscheinung sagte, dass sie diesen Ort als heiligen Ort der Vergebung und Erlösung vorgesehen habe, und dass er, Diego, ihr Botschafter sein solle. Die Christus-Erscheinung trug Diego Quispe auf, in seinen Heimatort zurückzukehren, den Pfarrer zu unterrichten, die Erstkommunion zu empfangen und sie dann wieder an diesem Ort aufzusuchen. Diego versprach dies und schlief dann betend, erschöpft, hungrig und von Emotionen überwältigt ein. Am Morgen wurde er von der Erscheinung geweckt und konnte sich erst aus ehrfürchtiger Erstarrung lösen, als er der Erscheinung seine silberne Halskette mit Kreuzanhänger darbot.
Im Juni 1675 kehrte Diego Quispe mit seiner Familie und dem Priester Urioste de la Borda zurück, die ebenfalls Zeugen dieser Erscheinung wurden und sie anbeten. Der Oberste des Mercedarierordens von Cusco, dem die Ländereien gehörten, in denen sich die Höhle befand, trug einem der „besten Maler der Cuscenser-Flämischen Schule“ auf, die Erscheinung nach der Beschreibung Diego Quispes zu malen [NB: einer der berühmtesten Maler dieser Schule trug den Namen Diego Quispe Tito, 1611–1681]. Dieser malte auf Stein die zweite Erscheinung: Den mit einem Seil an eine Säule gefesselten Christus, der sich bückte, um seine Kleidung aufzuheben. Die Mercedarier des Klosters in Cuzco errichteten eine Kapelle in Huanca. Der zur Zeit des Geschehens in Cuzco ansässige Bischof, Manuel de Mollinedo y Angulo, hatte über den Vorgang aber entweder keine Kenntnis, befand ihn nicht für wichtig befunden oder behandelte ihn in pietätvoller Bescheidenheit diskret. Die Kirche tolerierte den lokalen Kult und die einmal im Jahr in der Kapelle abgehaltene Feier des heiligen Mysteriums.

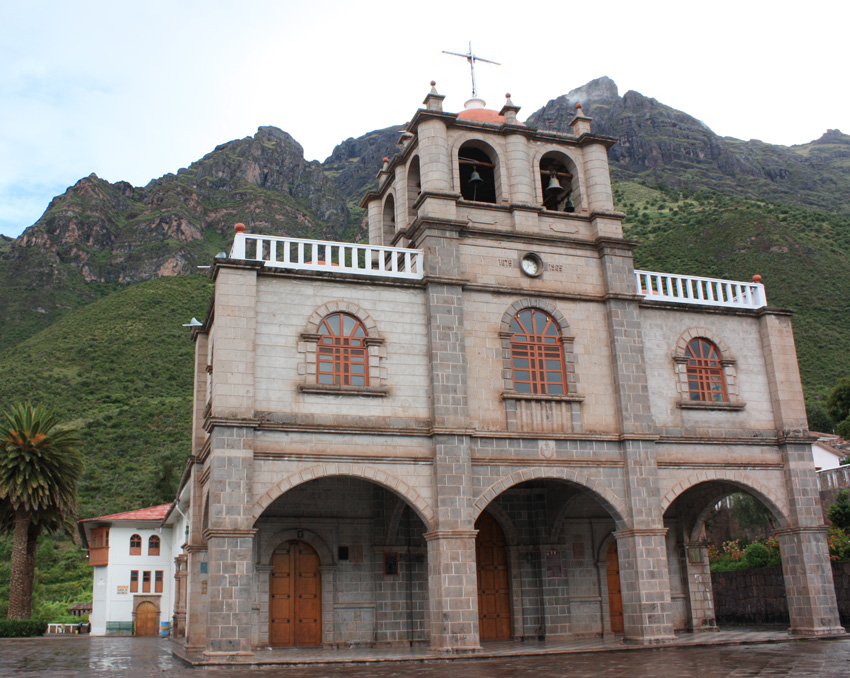
Frontansicht der mercedarischen Kirche an der Pilgerstätte "Señor de Huanca" im "Heiligen Tal", 15 km südöstlich von Pisac (Peru)

### Dritte Erscheinung
Im Juli des Jahres 1775 erkrankte der reiche Minenbesitzer Pedro Valero in Cochabamba (Bolivien) schwer. Erst ein fremder Arzt, der sich Emanuel nannte, heilte ihn mit Wasser binnen fünf Tagen. Der Arzt akzeptierte keinen Lohn, sondern lud Pedro Valero ein, ihn in seiner Heimstatt in Huanca bei Cusco zu besuchen. Nach Erledigung einiger Geschäfte reiste Pedro Valero nach Cusco, wo jedoch niemand Huanca oder den Arzt kannte. Kenntnis von Huanca erlangte er schließlich durch einige Indigene, die in seiner Unterkunft in San Blas Feuerholz aus dieser Gegend verkauften. Am 14. September 1778 entdeckte Pedro Valero die vergessene und überwucherte Kapelle und erkannte in dem auf den Stein gemalten Bildnis seinen Retter wieder, den „Señor de Huanca“. Er informierte den Bischof von Cusco, Juan Manuel Moscoso y Peralta, der eine Kommission einberief, um die Vorfälle zu prüfen. Man pilgerte unter großem öffentlichen Interesse nach Huanca und seit 1779 wurde der Kult als solcher anerkannt und erlaubt.

## Vorspanisches Heiligtum

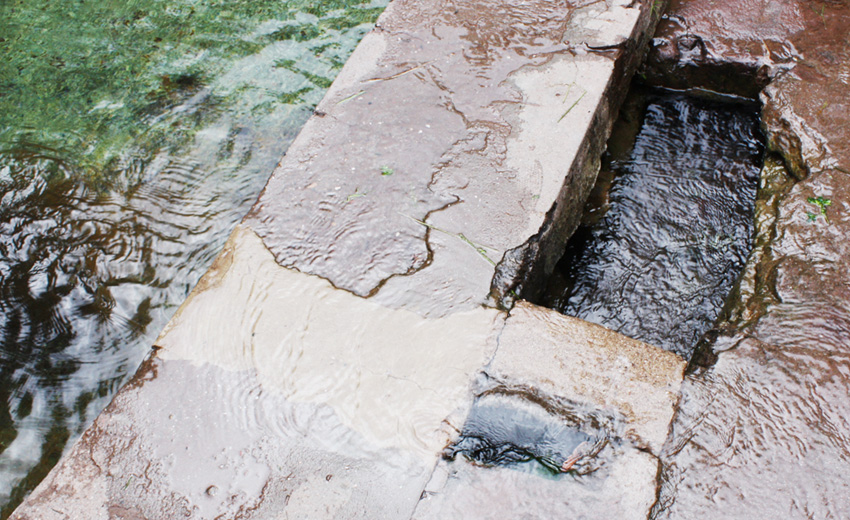
Quelle am Heiligtum des „Señor de Huanca“ in Calca, Peru

Möglicherweise befand sich am Ort der heutigen Pilgerstätte auch ein vorspanisches, bzw. inkaisches Heiligtum, denn Berge und Quellen waren im Andenraum häufig Gegenstand von Verehrung.
Der Staatsmann und Jurist Polo de Ondegardo beschrieb 1571 die vielen Heiligtümer, welche die Inka und die von ihnen unterworfene Bevölkerung des Cusco-Tals im Umkreis von vier (peruanisch-)spanischen Meilen rund um die Hauptstadt des Inkareiches verehrten. Entlang imaginärer Linien (den Ceques), die vom Sonnentempel Coricancha im Zentrum der Stadt ausgingen, lagen Polo de Ondegardo zufolge mehr als 330 als Huacas bezeichnete Heiligtümer. Bei vielen davon handelte es sich um Quellen, an denen vor allem Muscheln geopfert wurden. Auch Berge, Höhlen, und bestimmte Steinformationen waren darunter.
Der Name des Berges „Pachatusán“ (4.860 m) bedeutet auf Quechua „Der, der die Welt stützt“. Zudem entspringen in unmittelbarer Nähe der heutigen Pilgerstätte vier Wasserläufe, deren Wasser für bestimmte Zwecke verwendet worden sein soll. So wurde das Wasser des „Virgen Maria/La Mamacha“ von Pilgern genutzt, „San Isidro Labrador“ von Ackerbauern, um ihre Felder damit zu segnen, „El Arcángel“ um Kinder vor Bösem zu beschützen und aus dem Fluss des „Demonio“ sollen Schamanen getrunken haben, die von höheren Mächten spezielle Kräfte verliehen bekamen.

## Heutiger Kult

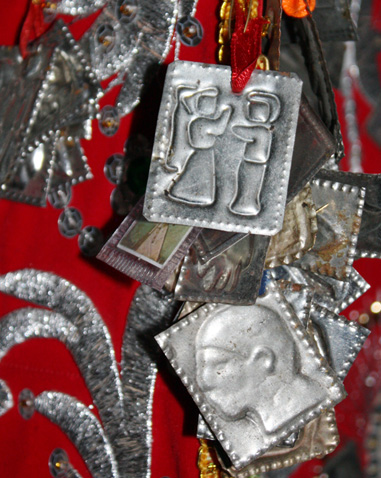
Votivgaben aus gestanztem Silberblech

Heute ist der „Señor de Huanca“ Mittelpunkt eines großen, hauptsächlich regionalen Kultes, vergleichbar mit dem des Señor de los Temblores in Cuzco und Señor Qoyllur Rit`i in Quispicanchi. Im Gegensatz zu diesen ist er jedoch „interethnisch“, insofern die Christuserscheinung der Überlieferung zufolge die Errettung aus einer Notlage sowohl für einen armen indigenen Quechua als auch für einen reichen kreolischen Minenbesitzer bedeutete. Sein Fest wird am 14. September gefeiert. Pilgerwanderungen und Besuche des Heiligtums, etwa um neu angeschaffte Automobile segnen zu lassen, werden aber auch ganzjährig unternommen.

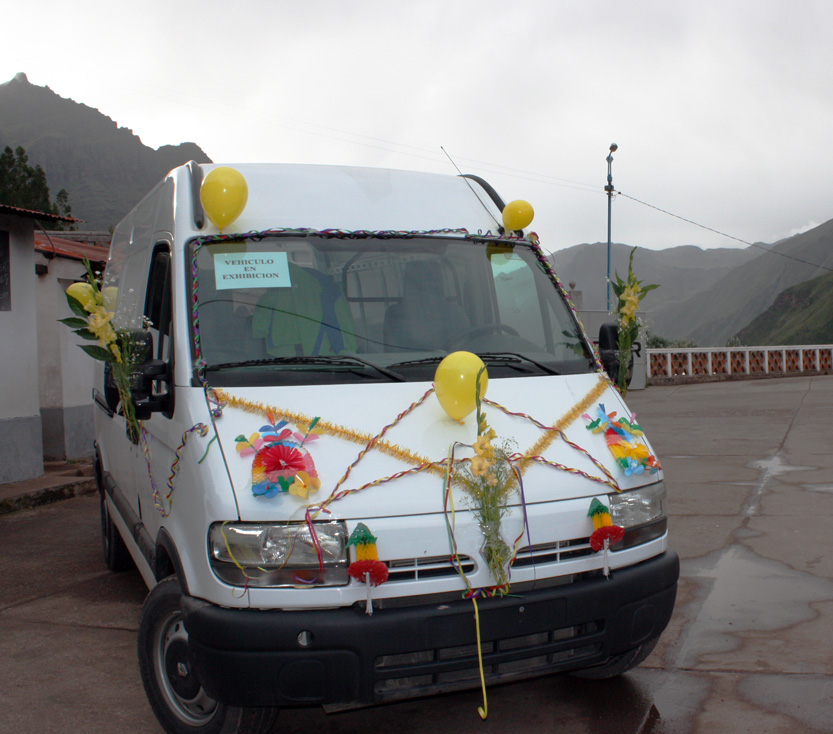
Autoschmuck anlässlich der Ein-Weihung eines Neuwagens am Heiligtum „Señor de Huanca“ in Calca, Peru

Wallfahrten sind ein wichtiger Bestandteil heutiger Religionsausübung im Andenraum. Die kollektiven Ereignisse vereinen christliche und andine Elemente – der Kult des „Señor de Huanca“ ist hierin typisch: Zu den üblichen symbolischen Handlungen gehören das Wandern zu schwer zugänglichen Orten, die Nutzung von Quellen für Rituale der Reinigung und Heilung, die Gabe von Votivbildern und kleinen Objekte als Opfer, die einen erfüllten oder aktuellen Wunsch oder ein Versprechen symbolisieren. Üblich sind Festtagskleidung, Teilnahme an Prozessionen, Gesang und Tanz.
Ob es sich bei der kolonialen und aktuellen Religionsausübung um einen Prozess der Akkulturation, die Entstehung einer heimlichen religiösen Parallelwelt oder Synkretismus handelt, war und ist Gegenstand der Diskussion.